# Сінчуков Євген Анатолійович
Євген Анатолійович Сінчуков (нар. 20 листопада 1974, Дніпро) — український актор кіно та дубляжу, диктор, продюсер. Старший брат актора Максима Сінчукова.

## Біографія
Народився 20 листопада 1974 року у Дніпрі.
У 1996 році закінчив Київське державне училище естрадно-циркового мистецтв (артист естради та розмовного жанру).
Бренд-войс телеканалів «1+1», «2+2», «НТН», «Новий канал», «Квартал TV» та «Comedy Central». Був актором «Шоу Братів Шумахерів».

## Особисте життя
- Молодший брат — Максим Баранчуков (нар. 31 грудня 1981), актор кіно та дубляжу, звукорежисер, телеведучий, бренд-войс телеканалу «НТН».

## Фільмографія

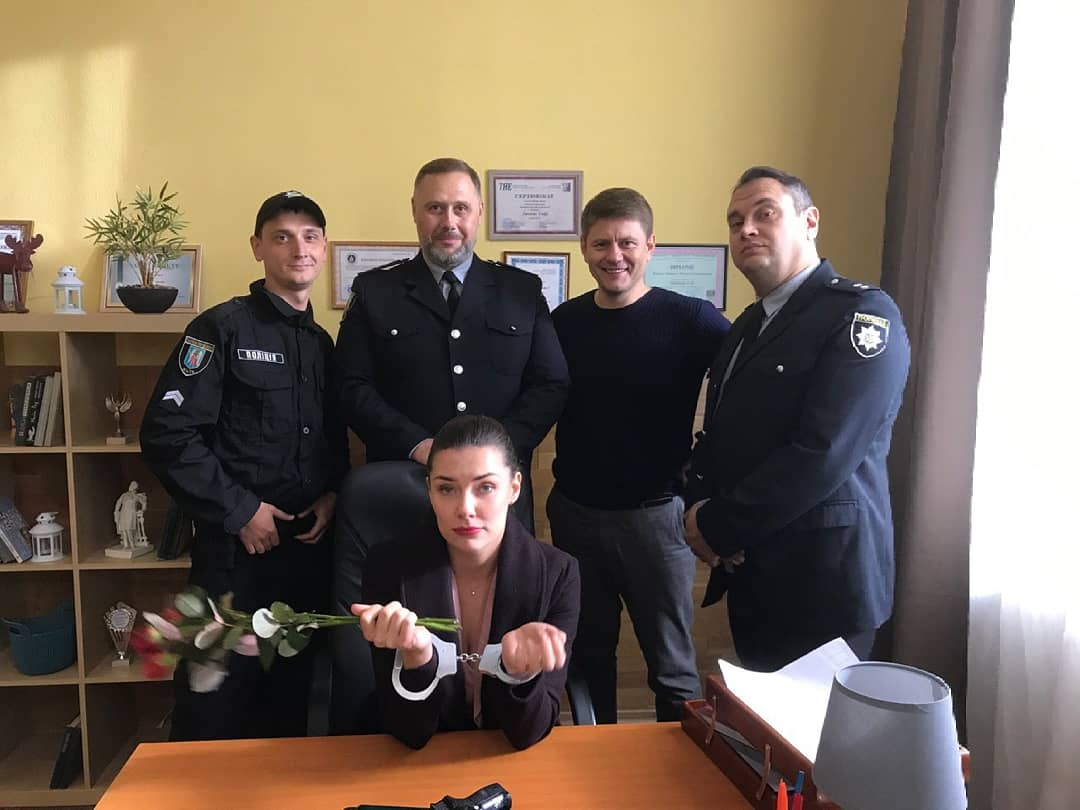
Євген Баранчуков (посередині) разом з колегами на зйомках серіалу Участковий

| Рік       | Назва                      | Роль                 | Країна         | Режисер                                                           |
| --------- | -------------------------- | -------------------- | -------------- | ----------------------------------------------------------------- |
| 2003      | Завтра буде завтра         | епізод               | Україна, Росія | О. Дем'яненко, В. Тименко                                         |
| 2004      | Торгаші                    | епізод               | Україна        | Т. Магар                                                          |
| 2005      | Підступи любові            | Діма                 | Україна        | О. Гойда                                                          |
| 2006      | Сестри по крові            | епізод               | Україна, Росія | В. Рожко                                                          |
| 2006      | Повернення Мухтара-3       | Морж                 | Росія          | В. Златоустівський                                                |
| 2008      | Рідні люди                 | Жарков               | Україна        | В. Дощук, О. Масленников, І. Шкурін, В. Альошечкін                |
| 2008      | Рука на щастя              | сусід                | Україна, Росія | А. Філатов                                                        |
| 2009      | Осінні квіти               | продавець крісла     | Україна        | А. Сентаблаєв                                                     |
| 2009      | Третього не дано           | Матрос               | Росія, Україна | С. Сотніченко                                                     |
| 2010      | Маршрут милосердя          | епізод               | Росія          | О. Масленніков, С. Курбанов, Б. Недич, М. Мокрушев                |
| 2010      | По закону                  | Гарік Сєдих          | Україна        | А. Руденко, М. Мехеда, К. Шихар                                   |
| 2010—2013 | Єфросинья                  | слідчий              | Росія, Україна | М. Мокрушев, О. Масленников, В. Дощук, В. Дяченко                 |
| 2012      | Брат за брата-2            | Ступа                | Росія, Україна | О. Туранський, О. Філіпенко                                       |
| 2013      | Жіночий лікар-2            | Іван Куликов         | Україна        | А. Гойда, І. Громозда                                             |
| 2013      | Мотильки                   | Тарас (водій)        | Україна        | В. Воробей                                                        |
| 2014      | Легковажна жінка           | вантажник            | Росія, Україна | О. Перуновська                                                    |
| 2015      | Володимирська, 15          | епізод               | Україна        | В. Рожко                                                          |
| 2016      | Друге дихання              | прокурор             | Україна        | О. Туранський                                                     |
| 2016      | Будинок на холодному ключі | пікетчик             | Україна        | Т. Дударь                                                         |
| 2016      | Мереживо долі              | епізод               | Україна        | О. Тименко, М. Ткачова, Є. Стрельникова                           |
| 2016      | Провідниця                 | Юрій Петрович        | Україна        | С. Сотниченко, Т. Дударь                                          |
| 2016      | Центральна лікарня         | Петро Рибаков        | Україна        | В. Яковенко                                                       |
| 2017      | Ментівські війни. Одеса    | Петро                | Україна        | В. Ібрагімов                                                      |
| 2017      | Протистояння               | Герман Новиков       | Україна        | Р. Бровко                                                         |
| 2017      | Квіти дощу                 | епізод               | Україна        | Р. Бровков                                                        |
| 2018      | Лікар Ковальчук-2          | Ігор Коломоєць       | Україна        | -                                                                 |
| 2018      | Затемнення                 | епізод               | Україна        | А. Азаров                                                         |
| 2018      | Спадкоємниця мимоволі      | епізод               | Україна        | Т. Дударь                                                         |
| 2018      | Помилковий лист            | епізод               | Україна        | І. Забара                                                         |
| 2018      | Таємниці                   | лікар (58 серія)     | Україна        | С. Кравець, К. Некрасова, С. Сотниченко, О. Філіпенко, Є. Доронін |
| 2019      | Дзвонар                    | Потап                | Україна        | К. Капіца                                                         |
| 2019      | Секрети                    | Грохольський         | Україна        | -                                                                 |
| 2019      | Сурогатна мати             | епізод               | Україна        | О. Філіппенко                                                     |
| 2019      | Серце матері               | епізод               | Україна        | О. Ітигілов                                                       |
| 2019      | Буде страшно - посміхайся  | епізод               | Україна        | М. Мехеда                                                         |
| 2019      | Торкнутися до серця        | епізод               | Україна        | А. Матешко                                                        |
| 2019      | Контакт                    | епізод               | Росія, Україна | М. Баркан                                                         |
| 2019      | Віражі долі                | епізод               | Україна        | М. Мехеда                                                         |
| 2019      | Таємниця Марії             | епізод               | Україна        | М. Михайлов                                                       |
| 2019      | Подвійне відображення      | постоялець           | Україна        | О. Пархоменко                                                     |
| 2019      | Пристрасті по Зінаїді      | господар будівництва | Україна        | О. Мохов                                                          |
| 2020      | Дільничний з ДВРЗ          | епізод               | Україна        | Р. Бровко, Р. Ткаченко                                            |
| 2020      | Ти тільки мій              | епізод               | Україна        | Т. Дударь                                                         |
| 2020      | Жіночі секрети             | епізод               | Україна        | М. Мехеда                                                         |
| 2020      | Ніколи не здавайся         | директор по закупкам | Україна        | П. Тупик                                                          |
| 2020      | Два серця                  | епізод               | Україна        | О. Ітигілов                                                       |
| 2020      | Після зими                 | епізод               | Україна        | А. Бухтіярова                                                     |
| 2020      | На твоєму боці-2           | Симаков              | Україна        | А. Азаров                                                         |
| 2020      | Не кажи мені про кохання   | епізод               | Україна        | Т. Дударь                                                         |
| 2020      | Майже вся правда           | епізод               | Україна        | П. Тупик                                                          |
| 2020      | Авантюра                   | епізод               | Україна        | Р. Барабаш                                                        |
| 2021      | Джерело                    | епізод               | Україна        | А. Іванов                                                         |
| 2021      | Клятва лікаря              | епізод               | Україна        | Д. Тарасов                                                        |
| 2021      | Плут                       | Кірієнко             | Україна        | В. Ібрагімов                                                      |
| 2021      | Сашка                      | епізод               | Україна        | С. Крутін                                                         |
| 2021      | Чесна гра                  | епізод               | Україна        | А. Іванов                                                         |
| 2022      | Водна поліція              | -                    | Україна        | -                                                                 |
| 2023      | Коло омани                 | -                    | Україна        | -                                                                 |
| 2024      | Крашанка                   | -                    | Україна        | Т. Дудар                                                          |
| 2024      | Парочка слідчих            | -                    | Україна        | -                                                                 |
| 2025      | Ключі від правди           | -                    | Україна        | -                                                                 |